# Lijst van afleveringen van Law & Order: Special Victims Unit (seizoen 22)
Dit artikel vat het tweeëntwintigste seizoen van Law & Order: Special Victims Unit samen.

## Hoofdrollen
- Mariska Hargitay - inspecteur Olivia Benson
- Ice-T - brigadier Fin (Odafin) Tutuola
- Kelli Giddish - rechercheur Amanda Rollins
- Jamie Gray Hyder - rechercheur Katriona Tamin
- Peter Scanavino - assistent-officier van justitie Dominick 'Sonny' Carisi jr. d

## Terugkerende rollen
- Demore Barnes - deputy chief Christian Garlan
- Tamara Tunie - medisch onderzoekster Melinda Warner
- Christopher Meloni - rechercheur Elliot Stabler
- Ryan Buggle - Noah Porter-Benson
- Jessica Phillips - advocate Pippa Cox
- Jennifer Esposito - brigadier Phoebe Baker

## Afleveringen
| Aflevering | Titel                        | Schrijver                                           | Regie                | Uitzenddatum VS  | Selectie gastrollen |
| --- | ---------------------------- | --------------------------------------------------- | -------------------- | ---------------- | --- |
| 1. | Guardians and Gladiators     | Warren Leight Julie Martin                          | Norberto Barba       | 12 november 2020 | Blake Morris - Jayvon Brown Peter Hargrave - Joe Murphy Stephen Wallem - Rudy Syndergaard Lou Martini jr. - Freddo                                                        |
| In Central Park schreeuwt een blanke vrouw moord en brand en belt de politie als een zwarte man te dichtbij komt. De politie vindt vervolgens een halfdode jongen in de bosjes die nog net weet te vertellen dat hij is verkracht voor hij in coma raakt, waarop de zwarte man wordt gearresteerd. De politie moet de man vrijlaten wanneer zijn alibi klopt, en als ze alsnog een verdachte vinden kunnen ze de Grand Jury niet overtuigen de man aan te klagen, omdat deze meent dat de politie willekeurig optreedt. Ook wordt een intern onderzoek gestart want na de dood van George Floyd en de opkomst van de Black Lives Matter beweging ligt de politie onder een microscoop en de zwarte man begint een rechtszaak tegen de politie. De blanke vrouw blijkt eerder valse aangiften te hebben gedaan en Bensen had een fout begaan door dit niet na te trekken. Benson gaat uiteindelijk naar de ten onrechte gearresteerde man om haar excuses aan te bieden, maar deze weigert dat te accepteren en loopt weg. Door het politieonderzoek is naar buiten gekomen dat hij een afkickende verslaafde was waardoor hij zijn baan kwijt is, en het slachtoffer ligt nog steeds in coma terwijl er geen verdachte is, excuses veranderen daar niets aan. |                              |                                                     |                      |                  | |
| 2. | Ballad of Dwight and Irena   | Brendan Feeney Monet Hurst-Mendoza                  | Martha Mitchell      | 19 november 2020 | Riki Lindhome - Irena Nowak Afi Bijou - Simone Fuller Elliot Villar - Marc Vargas Christopher Cassarino - Dwight Wagner Danny Mastrogiorgio - Calabrese                   |
| Wanneer een jongen vol met blauwe plekken op school wordt aangetroffen, en zijn moeder mishandeld en bewusteloos in haar appartement, wordt het SVU-team voor onderzoek opgeroepen. Zij vermoeden dat de moeder en zoon slachtoffer van huiselijk geweld zijn, de vriend van de moeder is hun belangrijkste verdachte. De zaak neemt een onverwachte wending als de vriend vermoord wordt gevonden, en de zoon deze moord bekent. De zaak blijkt dan niet zo te zijn als eerst werd gedacht. |                              |                                                     |                      |                  | |
| 3. | Remember Me in Quarantine    | Julie Martin Warren Leight                          | Juan José Campanella | 3 december 2020  | Jordan Lane Price - Lexi York Jelani Alladin - Sean Thomas Christopher Gray - Brad Keegan Austin Reed Alleman - Perry Moncaldo                                            |
| Wanneer een Italiaanse studente al een maand wordt vermist, vraagt de Italiaanse politie hulp van het SVU team. De vrouw wordt in een vriezer gevonden, waar ze levend was opgesloten en overleed aan onderkoeling. De verdenking valt al snel op haar kamergenote die een wild leven leidt, en die op de avond van de verdwijning van de studente met een wildvreemde drugsdealende jongen was thuisgekomen. Bovendien worden bezittingen van de studente bij deze scharrel aangetroffen. Beiden bekennen dat ze het slachtoffer drugs hadden gegeven en een trio hadden gehad, maar ontkennen haar te hebben vermoord. De politie zoekt verder en uiteindelijk blijkt de ware dader een derde huisgenoot; na het trio had deze ook seks met haar willen hebben en haar per ongeluk geduwd waardoor ze haar hoofd stootte en bewusteloos raakte. Denkend dat ze dood was, stopte hij haar in de vriezer. Ondertussen is het team helemaal klaar met de lockdown die is ingesteld wanneer de COVID-19-pandemie voortduurt. |                              |                                                     |                      |                  | |
| 4. | Sightless in a Savage Land   | Matt Klypka Denis Hamill Julie Martin Warren Leight | Norberto Barba       | 7 januari 2021   | Brett Parks - Mickey Davis Michael Mastro - rechter D. Serani Bhavesh Patel - Ajay Sharma Raúl Esparza - Rafael Barba                                                     |
| Wanneer op oudjaarsavond een mogelijke ontvoering van een tienermeisje plaatsvindt, gaat het team op onderzoek uit. Nadat het meisje later verkracht wordt teruggevonden, vermoordt haar vader de dader. Carisi kan niet anders dan hem voor het gerecht te brengen en ziet dan tot zijn verrassing dat hij verdedigd wordt door de voormalige assistent-officier van justitie Rafael Barba. Ondertussen is Tutuola van plan om zijn voormalige collega brigadier Phoebe Baker ten huwelijk te vragen, maar is dan nerveus voor haar antwoord. |                              |                                                     |                      |                  | |
| 5. | Turn Me on Take Me Private   | Victoria Pollack Monet Hurst-Mendoza                | Juan Campanella      | 14 januari 2021  | Alex Brightman - Gabe Miller / ShyGabe Eva Noblezada - Zoe Carrera / Kendra Dream Tony Torn - Larry Hughes Aida Turturro - rechter Felicia Catano                         |
| Wanneer een webcammeisje tijdens een livestream verkracht wordt, gaat het team op onderzoek uit. Het team ontdekt al snel dat de dader een van haar kijkers was. Naarmate de zaak vordert neemt de intimidatie en obsessie vanuit de dader naar het slachtoffer toe, wat het slachtoffer aangrijpt. Ondertussen bereikt het conflict tussen Tamin en Carisi een nieuw hoogtepunt wanneer zij botsen over de zaak. |                              |                                                     |                      |                  | |
| 6. | The Long Arm of the Witness  | Denis Hamill Micharne Cloughley                     | Martha Mitchell      | 21 januari 2021  | Josh Stamberg - rechter Charles Gallagher Elizabeth Marvel - Rita Calhoun Adriane Lenox - rechter Annette Lewis Maeve Yore - April Kelly Wentworth Miller - Isaiah Holmes |
| Wanneer een machtige rechter een verkrachtingszaak verwerpt, en zich kandidaat stelt voor de kandidatuur voor procureur-generaal van New York, onderzoekt Carisi het verleden van deze rechter om ongepast seksueel gedrag. Het team ondervindt dan veel obstakels om slachtoffers te vinden die naar voren willen komen wanneer hun carrières bedreigd wordt. |                              |                                                     |                      |                  | |
| 7. | Hunt, Trap, Rape and Release | Kathy Dobie Julie Martin                            | Batán Silva          | 18 februari 2021 | Annabella Sciorra - Carolyn Barek Rudy Mungaray - brigadier Ari Moldovan Cyndee Rivera - Ruz Shelby Flannery - Rosie Zaran                                                |
| Het team gaat samen werken met de SVU uit The Bronx, om samen een serieverkrachter te pakken die in hun beide districten actief is. Hun gespannen samenwerking wordt bemoeilijkt door wanpraktijken van de politie, en de inconsistente werkwijze van de dader. |                              |                                                     |                      |                  | |
| 8. | The Only Way Out Is Through  | Brianna Yellen                                      | Martha Mitchell      | 25 februari 2021 | Crystal Lucas-Perry - Aneeka Coleman Sydney Elise Johnson - Imani Coleman Jane Bruce - Nora Anderson Nicola Rossi - Lily Bustani                                          |
| Twee zussen willen een tragedie die in 2000 tijdens hun tienerjaren plaats vond met hulp van het team afsluiten, een van hen werd toen onder bedreiging van een wapen verkracht terwijl de andere moest toekijken. Tijdens deze zaak moet Benson een medisch noodgeval met haar zoon behandelen. Ondertussen roept de nicht van Tamin haar hulp in nadat zij is verkracht tijdens een date. Een verkrachtingsslachtoffer van zeven jaar geleden duikt op en vraagt de hulp van Tutuola, zij wil met haar toenmalige verkrachter in contact komen om met hem een band te krijgen. Maar zij krijgt misschien meer dan waar zij op had gerekend. |                              |                                                     |                      |                  | |
| 9. | Return of the Prodigal Son   | Warren Leight Julie Martin                          | Juan J. Campanella   | 1 april 2021     | Isabel Gillies - Kathy Stabler Allison Siko - Kathleen Stabler Alex Breaux - Jacob Peters Matthew Rauch - Jay Cochran                                                     |
| Deze aflevering is een cross-over met de televisieserie Law & Order: Organized Crime (seizoen 1 aflevering 1). Rechercheur Elliot Stabler keert na jaren weer terug in New York, alleen om zijn familie te vinden dat in gevaar is. Hij herenigt zich met Benson om zo de dader van de bedreigingen naar zijn gezin te vinden, terwijl hij het met Benson weer goed probeert te maken. Het team is er echter niet van overtuigt dat hij een veranderd man is. |                              |                                                     |                      |                  | |
| 10. | Welcome to the Pedo Motel    | Denis Hamil Julie Martin Warren Leight              | Jean de Segonzac     | 8 april 2021     | Ari'el Stachel - brigadier Hasim Khaldun Michael Dempsey - Elvis Baktashi Frank Wood - dr. Truman Mark Cayne - Lonnie Liston                                              |
| Wanneer een tienermeisje vlak bij een opvangtehuis voor slachtoffers van seksgeweld vermoordt gevonden gaat het team op onderzoek uit. Het team verdenkt als eerste een collega, Lonnie, van het slachtoffer, een in voorwaardelijk in vrijheid gestelde die ook in het tehuis woont. Medeburgers nemen dan het recht in eigen hand en lynchen Lonnie, zonder te weten dat Lonnie in de val is gelokt door de echte dader. Ondertussen krijgt Rollins slecht nieuws, haar vader heeft een beroerte gekregen. |                              |                                                     |                      |                  | |
| 11. | Our Words Will Not Be Heard  | Melody Cooper                                       | Batán Silva          | 15 april 2021    | Suzette Gunn - Nicole Harper Victoria Janicki - Sara Harper Hunter Emery - Gary Packer Blake Morris - Jayvon Brown                                                        |
| Benson wordt geconfronteerd met een rechtszaak over Jayvon Brown die haar baan zou kunnen kosten. Het team helpt ondertussen een activiste met het vinden van haar vermiste zus. Benson en Garland werken samen om te veranderingen proberen door te voeren in het politiekorps. Tamin besluit om een pauze te nemen wanneer zij gepromoveerd wordt tot rechercheur. |                              |                                                     |                      |                  | |
| 12. | In the Year We All Fell Down | Julie Martin Warren Leight Kathy Dobie              | Jean de Segonzac     | 22 april 2021    | Sarita Choudhury - Vanessa Blake Robert Sella - Eddie Blake Michael Egues - Nate Blake Rafael Feldman - Ira James Morrison - Jim Rollins                                  |
| Het leven van een lokale restauranteigenaar loopt uit de hand na een jaar van Covid-19 gerelateerde verliezen en tegenslagen, wanneer zij de makelaar van haar bedrijfspand gijzelt. Benson probeert te bemiddelen in deze gijzelingsdrama, maar dit zorgt ervoor dat oude wonden van eerdere verliezen heropent wordt. Ondertussen krijgt de vader van Rollins weer een beroerte, en Carisi probeert haar te troosten. |                              |                                                     |                      |                  | |
| 13. | Trick-Rolled at the Moulin   | Warren Leight Julie Martin                          | Batán Silva          | 13 mei 2021      | Teresa Ting - Jade Chen Charlotte McKee - Piper Thomas Courtnee Carter - Despina Johnson Armando Riesco - Edward Buddusky                                                 |
| Deze aflevering is een cross-over met de televisieserie Law & Order: Organized Crime (seizoen 1 aflevering 5). Verschillende welgestelde mannen vinden de dood nadat een trio vrouwen hen drogeerde met een slecht partij drugs, en het team gaat op onderzoek uit. Deze zaak leidt Benson naar een doorbraak in de dood van haar broer Simon. |                              |                                                     |                      |                  | |
| 14. | Post-Graduate Psychopath     | Brianna Yellen Warren Leight                        | Norberto Barba       | 20 mei 2021      | Ethan Cutkosky - Henry Mesner Deirdre Lovejoy - dr. Mackie André De Shields - Keys Olga Merediz - rechter Roberta Martinez                                                |
| Wanneer Henry Mesner na achtjaar hechtenis in jeugddetentie wordt vrijgelaten, zijn Rollins en het team bang dat zijn gedrag een gevaar voor anderen wordt. |                              |                                                     |                      |                  | |
| 15. | What Can Happen In the Dark  | Micharne Cloughley                                  | Jean de Segonzac     | 27 mei 2021      | Michael Gladis - Andy Richards Anna Wood - Diana Richards Hudson Paul - Charlie Richards Lee Tergesen - Erik Garrison Trian Long Smith - Lamai Garland                    |
| De buurman van Garland wordt gewond aangetroffen op de bouwplaats waar hij werkte. Benson helpt dan bij het onderzoek van de zaak waar huiselijk geweld bij komt kijken, maar als de vrouw van het slachtoffer gekenmerkt kan worden als dader komt het team meerdere dingen tegen in het onderzoek. |                              |                                                     |                      |                  | |
| 16. | Wolves in Sheep's Clothing   | Denis Hamill Julie Martin Warren Leight             | Norberto Barba       | 3 juni 2021      | Zabryna Guevara - dr. Catalina Machado Angelic Zambrana - Rosa Estrada Michelle Hurst - Betty Swanson Terry Serpico - chief Tommy McGrath Michael Kostroff - Evan Braun   |
| Het team wil een alleenstaande moeder helpen die voor seks doeleinden werd gebruikt zodat zij in een mooie appartement kan wonen. Zij ontdekken dat zij in het verleden gebruikt werd door seks handelaren, en zij moeten haar nu zover krijgen dat zij met hen gaat samenwerken om de verdachten te vinden en te berechten. Ondertussen zijn Tutuola en Baker druk bezig met hun huwelijksplannen. |                              |                                                     |                      |                  | |